# Ghost Fightin' Treasure Hunters
Ghost Fightin' Treasure Hunters (англійська оригінальна назва: Ghost Fightin’ Treasure Hunters) — кооперативна дитяча та сімейна гра, створена американським автором ігор Браяном Ю. Гра розрахована на 2–4 гравців віком від 8 років і триває приблизно 30–45 хвилин за партію. Вона вийшла у 2013 році від видавництва Mattel Games і отримала премію Kinderspiel des Jahres 2014.

## Тема та компоненти
Гра присвячена пошуку скарбів групою шукачів, які разом досліджують старе занедбане помешкання в пошуках захованих коштовностей. Гравцям доводиться постійно стикатися з привидами, яких потрібно долати.
Вміст коробки включає, окрім інструкції:
- Ігрове поле з планом будинку з привидами, що складається з 12 кімнат (позначених літерами від A до L) та коридорів, які їх з'єднують.
- 4 ігрові фігурки.
- 6 фігурок привидів.
- 24 картки привидів.
- 19 карток.
- 1 кубик із числами.
- 2 спеціальні кубики.
- 8 жетонів скарбів.

Правила гри містять інструкції для базової гри та версії для досвідчених гравців.

## Ігровий процес
Перед початком гри готуються ігрове поле та матеріали. Кожен гравець обирає фігурку і розміщує її перед вхідними дверима будинку. У кімнатах із літерами C, F, I та L розміщують по одній фігурці привида, а в усі кімнати з червоною позначкою кладуть жетони скарбів (нумерація для базової гри ігнорується). Для базової гри видаляються картки з позначками «Візьми 2 + Перемішай», «Візьми 3 + Перемішай», «Сині двері зачинені» та «Зелені двері зачинені», решта карток перемішується і кладеться долілиць на відповідне поле поза будинком.

### Базова гра
Гравці ходять по черзі, виконуючи дії в чітко визначеному порядку. Спочатку гравець кидає числовий кубик, який визначає, на скільки клітинок може переміститися фігурка, і чи потрібно розміщувати нового привида. Якщо на кубику разом із числом (від 1 до 5) є символ привида, гравець бере верхню картку привидів, відкриває її та кладе на стос скидання. Якщо картка показує літеру, у відповідну кімнату ставиться фігурка привида; якщо це картка «ПЕРЕМІШАЙ», стос карток перемішується, а привид не додається. Потім гравець переміщує фігурку на вказану кількість клітинок (можна використати менше), при цьому будинок можна увійти лише через вхідні двері, а між кімнатами пересуватися через двері або коридори. На полі коридору може стояти лише одна фігурка, але їх можна перестрибувати; у кімнаті можуть перебувати кілька фігурок. Гравець може залишитися на місці, але все одно мусить кинути кубик і, за потреби, витягнути картку. Хід завершується, якщо гравець збирає скарб, відносить його або бореться з привидами.
Якщо хід завершується в кімнаті зі скарбом, гравець може взяти його до рюкзака фігурки. Якщо в кімнаті є привид, його потрібно перемогти, але скарб залишається в рюкзаку. Для боротьби з привидами використовується символічний кубик. Гравець кидає один кубик (або два, якщо в кімнаті є інший гравець). Якщо випадає символ привида, один привид усувається з кімнати. Якщо символ не випав, привиди залишаються, і гравець може спробувати ще раз у наступному раунді або покинути кімнату без бою. Якщо в кімнаті накопичується три привиди, вона стає «зачарованою», і три фігурки привидів замінюються однією фігуркою зачарування. Якщо додати ще одного привида, він розміщується в наступній за алфавітом кімнаті. Якщо зачарування охоплює 6 кімнат, гра закінчується поразкою. Гравець зі скарбом у зачарованій кімнаті не може її покинути, доки зачарування не знято. Зачарування можна зняти, якщо двоє гравців у цій кімнаті кидають два символічні кубики і випадає принаймні один символ зачарування.
Для перемоги гравці повинні винести всі 8 скарбів із будинку та вивести всі фігурки за його межі, перш ніж 6 кімнат стануть зачарованими. Якщо це вдається, команда перемагає. Поразка настає, якщо 6 кімнат зачаровані або всі фігурки зі скарбами опиняються в зачарованих кімнатах без можливості взаємної допомоги для зняття зачарування.

### Правила для досвідчених гравців
Правила для досвідчених гравців ускладнюють пошук скарбів додатковими умовами. Використовуються всі картки, включно з «Візьми 2 + Перемішай», «Візьми 3 + Перемішай», «Сині двері зачинені» та «Зелені двері зачинені». Жетони скарбів кладуться номерами донизу. Гра проходить за правилами базової версії.
Якщо гравець витягує картки «Візьми 2 + Перемішай» або «Візьми 3 + Перемішай», він бере вказану кількість додаткових карток і розміщує відповідну кількість привидів перед перемішуванням стосу. Картки «ПЕРЕМІШАЙ» ігноруються, але замість них береться ще одна картка. Якщо витягується картка «Двері зачинені», відповідні двері (сині або зелені) зачиняються, і фігурки не можуть їх використовувати, доки не витягнеться інша картка «Двері зачинені» або «ПЕРЕМІШАЙ».
На відміну від базової гри, скарби в досвідченій версії потрібно виносити в числовому порядку. Увійшовши до кімнати зі скарбом, гравець може перевернути жетон, щоб побачити його номер. Скарби можна збирати в будь-якому порядку, але виносити з будинку потрібно за номерами. Умови завершення гри аналогічні базовій версії.

## Видання та сприйняття
Гра Ghost Fightin' Treasure Hunters отримала премію Kinderspiel des Jahres у 2014 році. Журі премії описало гру так: «Базова гра захоплює учнів початкової школи. У версії для досвідчених вся сім'я переживає разом із гравцями». Дискусії викликала вікова рекомендація. Як і Spiel des Jahres 2014, Camel Up, гра отримала нагороду для дітей від 8 років, що робить її надто складною для молодших дітей (4–7 років), які є основною цільовою аудиторією Kinderspiel des Jahres. Журі пояснило свій вибір прагненням «вийти за межі звичного», враховуючи як ігри для наймолодших, так і для тих, хто виріс із класичних дитячих ігор, але ще не готовий до сімейних. Журі також уточнило:
|  | Дитяча гра року 2014 «Ghost Fightin' Treasure Hunters» — це дитяча гра, у яку охоче грають і дорослі. На відміну від класичної сімейної гри, вона не підходить для суто дорослих компаній. Гра року 2014 «Camel Up» — це сімейна гра, у яку охоче грають і діти, але в суто дитячих компаніях вона може бути надто складною. |

Нагорода стала несподіванкою для Mattel. Через великий медійний інтерес після нагородження гра, вироблена в США, швидко розпродалася в Німеччині, що спричинило дефіцит у магазинах протягом кількох місяців.